# 道奇蝰蛇
道奇蝰蛇（英語：Dodge Viper）是道奇汽车生产的超级跑车，1991年至2017年间生产并发行。
Viper的设计取材于谢尔比AC Cobra，大排量引擎+簡潔的外觀設計，兼具肌肉車和超跑的外觀；在空气动力上有着很大提升。全系搭载8升自然吸气V10引擎和手动变速箱。
1988年，克萊斯勒的先進設計工作室展開对Viper的开发工作，1989年的北美國際車展上，Viper概念车亮相。反應非常熱烈，1989年3月，主任工程師Roy Sjoberg开始規劃量產；邀请85名高級工程師組成"Viper Team"团队，更和兰博基尼（当时归属于克莱斯勒汽车）合作开发Viper的鋁質V10引擎，不过在最初的测试阶段中，Viper采用了V8引擎；1990年2月正式投产。但直到1991年11月起才开始发行。
但因为Viper车型一直以来只提供手动变速箱车型以及近些年来对于大排量汽车需求的不断下降，造成Viper銷售量難以提高；2017年，Viper正式停产。

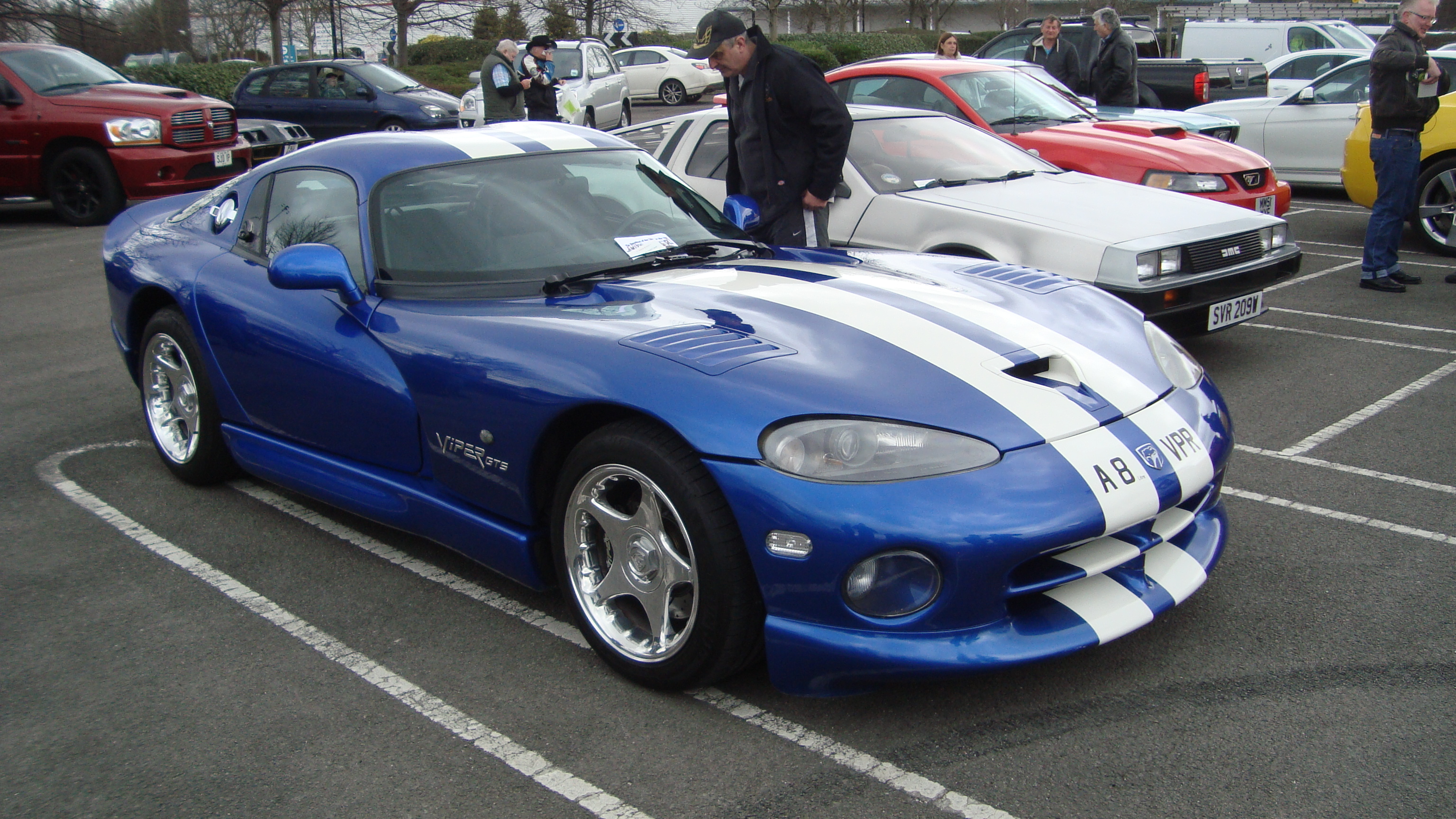
第二代Viper GTS

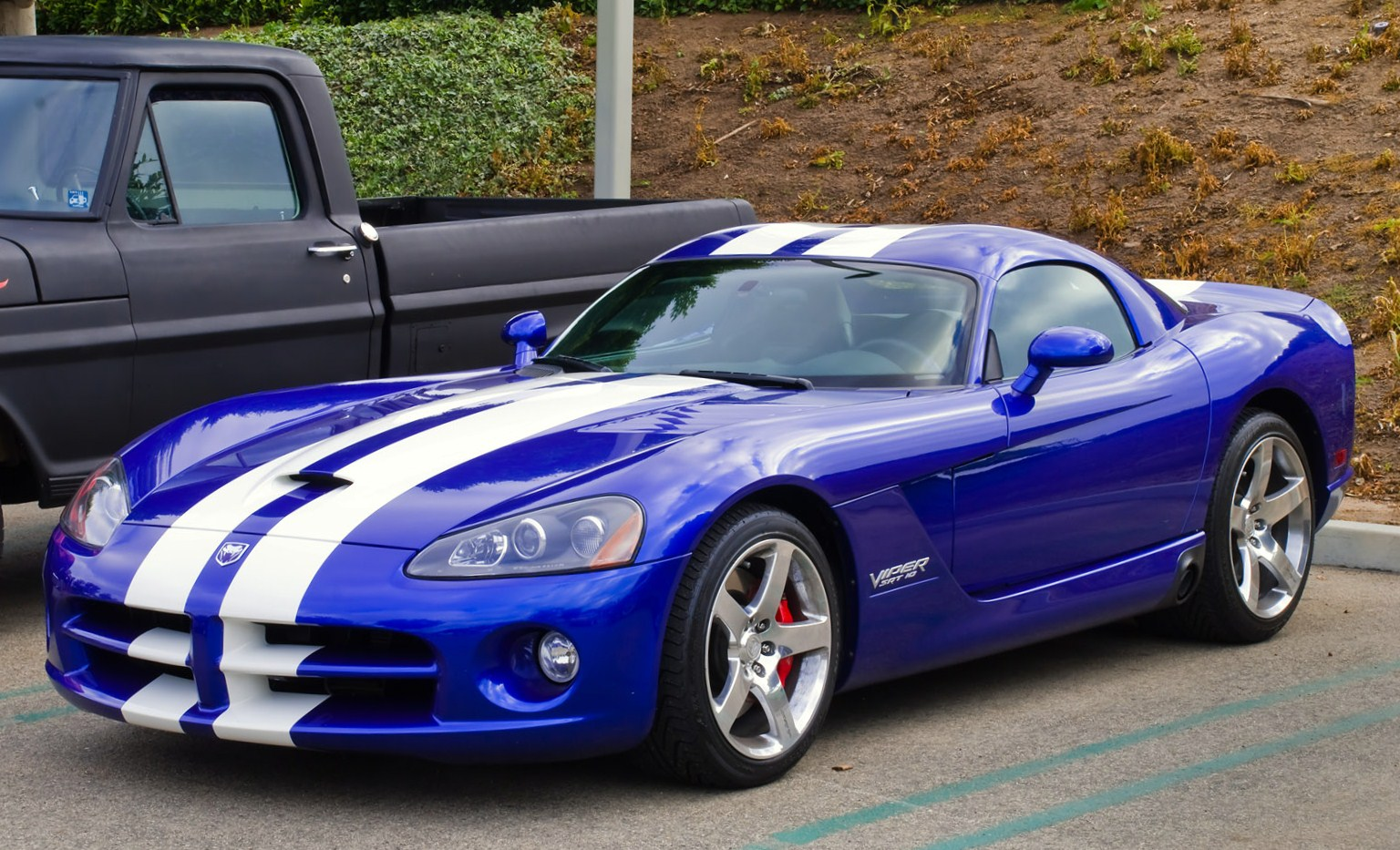
第三代Viper

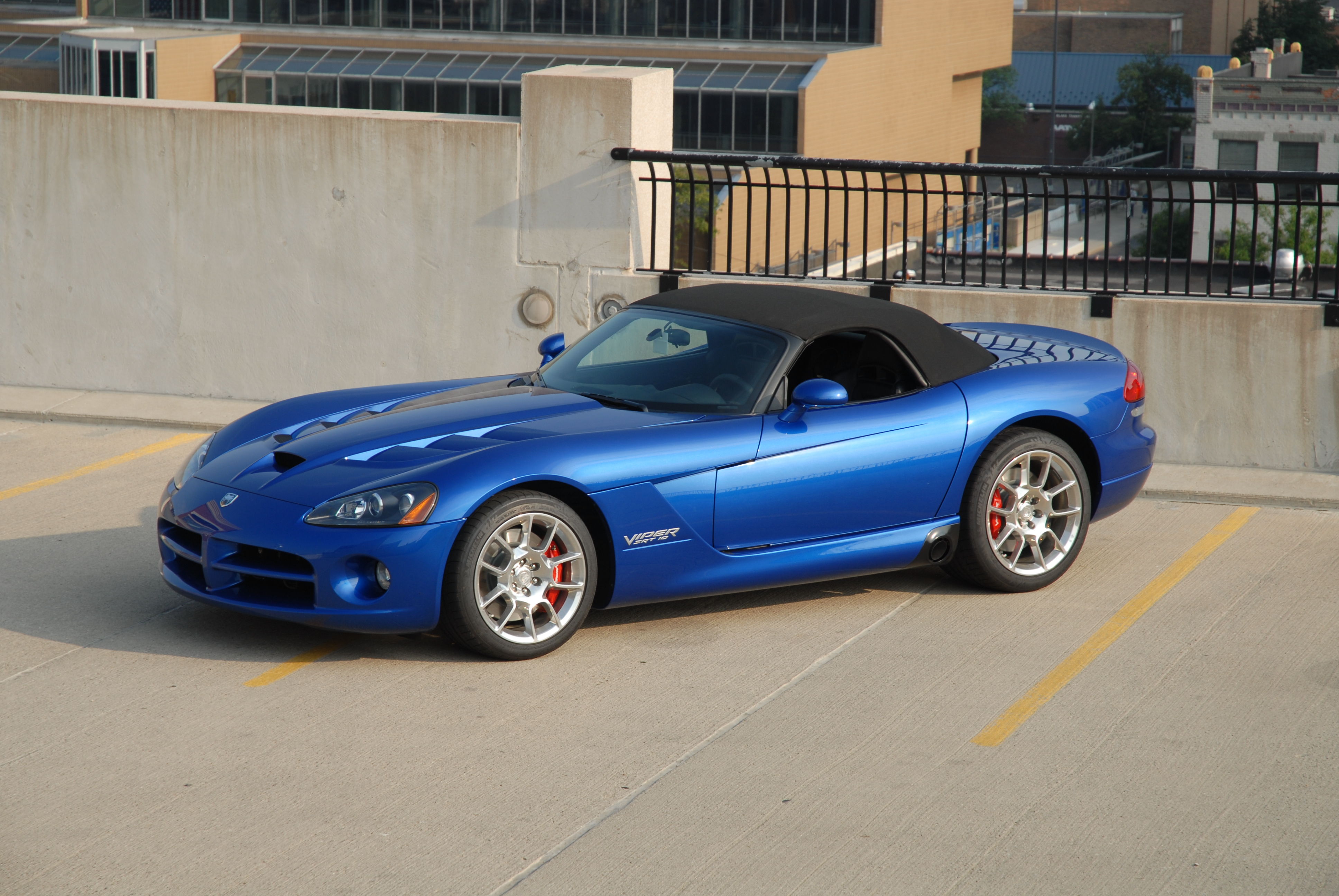
第四代Viper

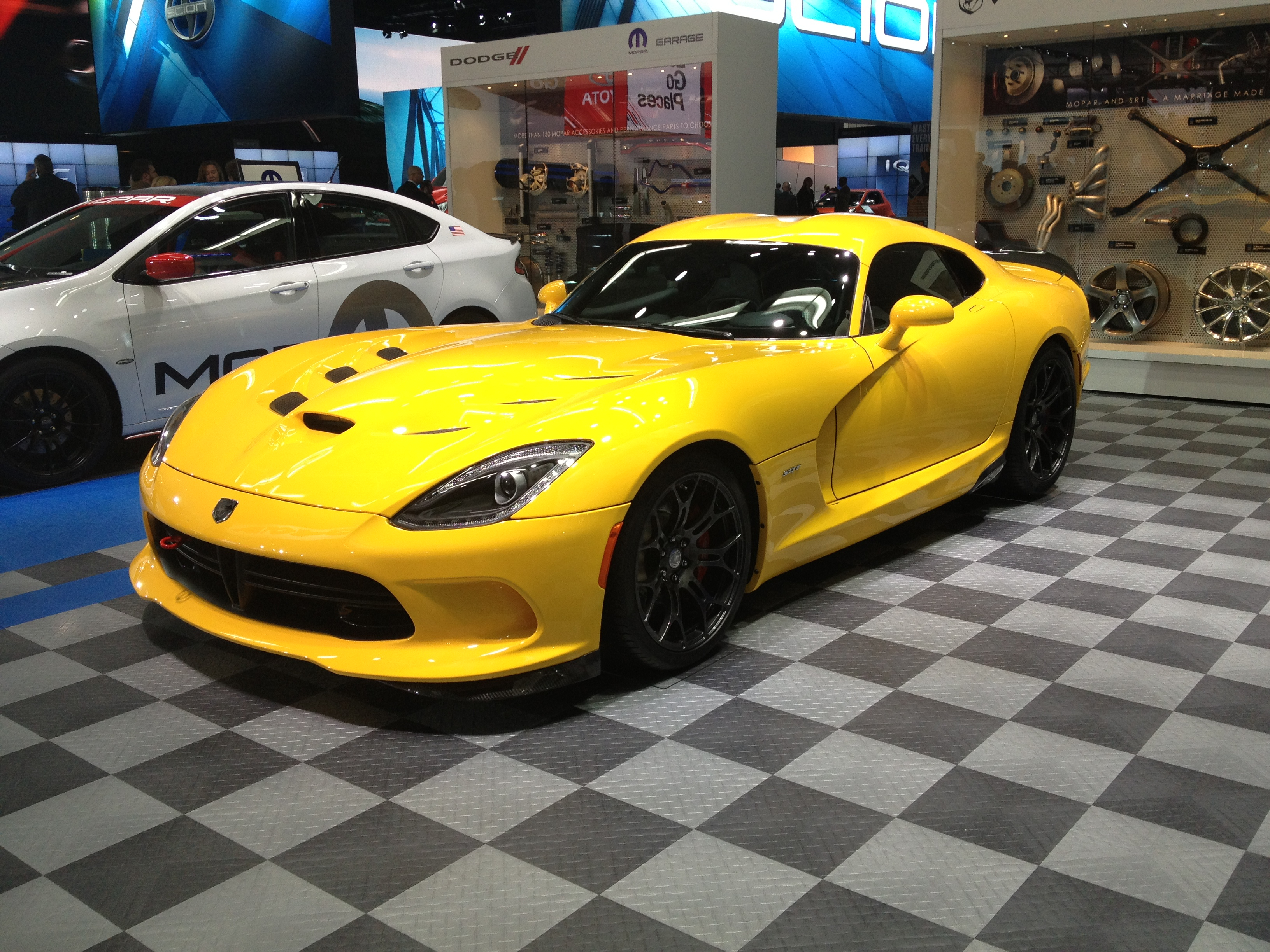
第五代Viper

## 外部連結
- Dodge Viper Website - Dodge Brand Site
- Internet Movie Cars Database Entry （页面存档备份，存于） - Dodge Viper in IMCDB

1. ↑  
  - Chrysler Corporation (1992–1998)
  - DaimlerChrysler (1998–2009)
  - Chrysler LLC (2008–2009)
  - Chrysler Group LLC (2009–2010; 2013–2014)
  - FCA US LLC (2014–2017)